# Marcin Król

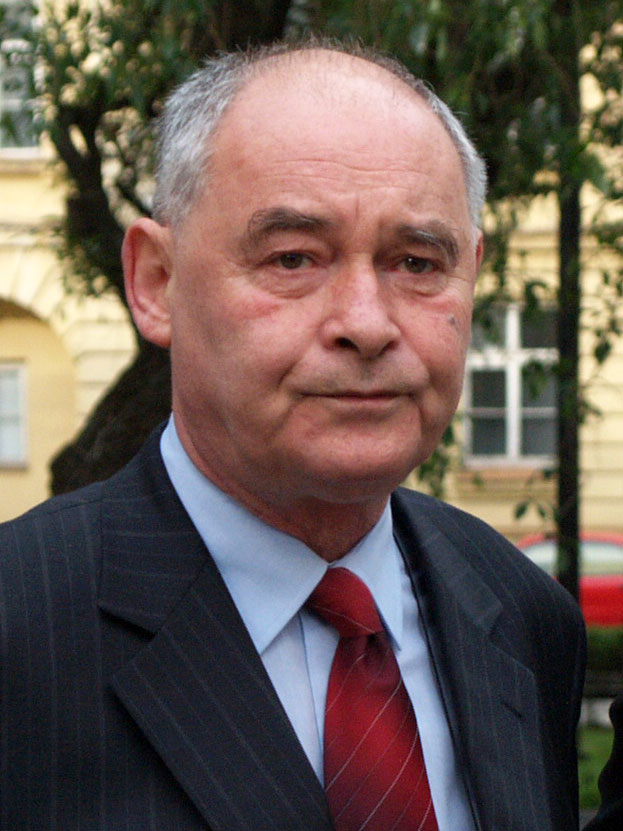
Marcin Król (2006)

Marcin Feliks Król  (ur. 18 maja 1944 w Warszawie, zm. 25 listopada 2020 w Białej Podlaskiej) – polski filozof polityki, historyk idei, nauczyciel akademicki i publicysta. Działacz opozycji demokratycznej w okresie PRL. Profesor nauk humanistycznych.
Uczestnik wydarzeń marcowych w 1968, więziony w tym samym roku przez kilka miesięcy. Długoletni współpracownik „Tygodnika Powszechnego”, współzałożyciel (wraz z Wojciechem Karpińskim) pisma „Res Publica”, a także jego redaktor naczelny. W 1975 sygnatariusz Listu 59 przeciwko zmianom w Konstytucji PRL. Współpracownik PPN oraz członek TKN. Na początku lat 80. doradca NSZZ „Solidarność” Regionu Mazowsze. W 1988 zaproszony w skład Komitetu Obywatelskiego. W III RP profesor zwyczajny Uniwersytetu Warszawskiego, w latach 1996–2002 i 2005–2012 dziekan Wydziału Stosowanych Nauk Społecznych UW, przewodniczący rady Fundacji im. Stefana Batorego (2009–2020).

## Życiorys

### Rodzina
Był synem Stanisława Józefa Króla (1902–1984), profesora Politechniki Warszawskiej, i Zofii Antoniny z domu Trybulskiej. Jego ojcem chrzestnym był Józef Rybicki.
Marcin Król był żonaty z teatrolożką Małgorzatą Dziewulską, a następnie z tłumaczką Julią Kalinowską-Król. Miał dwoje dzieci: córkę Zofię i syna Józefa.

### Okres PRL

#### Lata 60. i 70.
Był absolwentem VI Liceum Ogólnokształcącego im. Tadeusza Reytana w Warszawie (1961). Tam zaprzyjaźnił się z Wojciechem Karpińskim, kolegą z klasy i późniejszym wieloletnim współpracownikiem. W 1966 ukończył studia filozoficzne, a w 1967 studia socjologiczne (studiował dwa kierunki równolegle) na Uniwersytecie Warszawskim. Jego praca magisterska z dziedziny filozofii nosiła tytuł Absolut epistemologiczny i komunikacja intersubiektywna u Kartezjusza i Husserla. W 1967 rozpoczął na Uniwersytecie Warszawskim studia doktoranckie.
W styczniu 1968 uczestniczył w proteście przeciwko zdjęciu ze sceny spektaklu Dziady Adama Mickiewicza w reżyserii Kazimierza Dejmka. 8 marca 1968 wziął udział w demonstracji studenckiej w obronie relegowanych z Uniwersytetu Warszawskiego studentów; był członkiem delegacji studenckiej, która podjęła rozmowy z władzami uczelni. 9 marca 1968 uczestniczył w nieformalnym spotkaniu u Włodzimierza Kofmana, na którym omawiano przebieg wydarzeń i rozważano dalsze możliwości protestu. W kolejnych dniach wspierał komitet studencki, który koordynował dalsze protesty. 10 kwietnia 1968 został zatrzymany, a 12 kwietnia 1968 aresztowany po zarzutem „organizacji nielegalnych zgromadzeń”; zwolniono go bez procesu po trzech miesiącach.
Następnie kontynuował studia doktoranckie, w 1971 obronił pracę doktorską pt. Historia i utopia. Świadomość historyczna w ideologii jakobinów (1789–1794), napisaną pod kierunkiem Niny Assorodobraj-Kuli. Od 1972 był zatrudniony w Instytucie Filozofii i Socjologii Polskiej Akademii Nauk. Na przełomie lat 60. i 70. nawiązał współpracę z „Tygodnikiem Powszechnym”, w którym debiutował w 1972. Razem z Wojciechem Karpińskim publikował na jego łamach teksty w cyklu Od Mochnackiego do Piłsudskiego. Sylwetki polityczne XIX wieku, które ukazały się drukiem w 1974 (okrojone przez cenzurę, która nie zgodziła się m.in. na pierwszą część tytułu). Książka ta była jedną z ważnych lektur środowisk opozycyjnych II połowy lat 70.; była dyskutowana m.in. w środowisku Aleksandra Halla, który uważał ją za wyjątkowo ważną dla przełamania lęku przed ideą narodową.
W 1975 podpisał List 59, którego sygnatariusze protestowali przeciwko zmianom w Konstytucji PRL, w tym wpisaniu do niej kierowniczej roli PZPR i wieczystego sojuszu z ZSRR. W 1977 uzyskał w IFiS PAN stopień doktora habilitowanego, na podstawie pracy poświęconej polskiemu konserwatyzmowi XIX wieku. W latach 1977–1978 przebywał w USA, wykładał na Uniwersytecie Yale i Uniwersytecie Teksańskim w Austin.
Po powrocie do Polski włączył się w działania niezależne od władz. Jesienią 1978 został członkiem Towarzystwa Kursów Naukowych, w roku akademickim 1979/1980 powierzono mu prowadzenie seminarium Polska myśl polityczna XX wieku. Był opiekunem przygotowywanej przez Aleksandra Halla pracy doktorskiej zatytułowanej Polska myśl polityczna na przełomie XIX i XX wieku, a w 1981 wydał broszurę Józef Piłsudski – ewolucja myśli politycznej. W 1978 założył razem z Wojciechem Karpińskim pismo „Res Publica” (pierwszy numer ukazał się na początku 1979) i został jego redaktorem naczelnym. Ambicją pisma było poszukiwanie liberalno-konserwatywnego, pragmatycznego stylu pisania o polityce, wolnego od nadużywania patriotycznych haseł i symboli.
W 1979 w emigracyjnym wydawnictwie Libella opublikował książkę Style politycznego działania. Wokół „Buntu Młodych” i „Polityki”, która odbiła się szerokim echem w środowiskach opozycji. W książce tej wskazywał na aktualność myśli konserwatywnej dla kształtowania filozofii polityki opartej na roztropnym rozpoznawaniu problemów społecznych, a także formowania wewnętrznej suwerenności narodu. Jednocześnie wykluczał stosowanie ideologii konserwatywnej w bieżącej akcji politycznej, uznając takie próby za groteskowe.
Również w 1979 został członkiem polskiego oddziału PEN Clubu.

#### Lata 80.
W okresie wydarzeń sierpniowych w 1980 był sygnatariuszem skierowanego do władz komunistycznych apelu 64 naukowców, literatów i publicystów o podjęcie dialogu ze strajkującymi robotnikami. Współpracował z Polskim Porozumieniem Niepodległościowym, dla którego przygotował wydane w sierpniu 1980 fragmenty pamiętników Jeana Monneta. W 1980 został doradcą NSZZ „Solidarność” Regionu Mazowsze, nie był jednak członkiem związku, gdyż formalnie nigdzie nie pracował. Podjął pozostawioną bez odzewu próbę legalizacji „Res Publiki”, której wydawanie zakończyło wprowadzenie stanu wojennego w grudniu 1981.
Na początku lat 80. został członkiem zespołu redakcyjnego „Tygodnika Powszechnego”. W latach 80. przybliżał w dalszym ciągu myśl konserwatywną, w 1982 opublikował pracę Stańczycy. Antologia myśli społecznej i politycznej konserwatystów krakowskich, a w 1985 książkę Konserwatyści a niepodległość. Studia nad polską myślą konserwatywną XIX wieku. Pozostawał natomiast krytyczny wobec dziedzictwa Narodowej Demokracji. Wartości konserwatywne uznawał za istotne w refleksji teoretycznej, prowadzenie polityki prawicowej uważał jednak za anachroniczne. W latach 1983–1985 współtworzył Grupę Publicystów Politycznych, która sformułowała propozycję ugody politycznej z władzami komunistycznymi. Dzięki temu miały zostać zapoczątkowane procesy modernizacyjne, ku czemu miały prowadzić ułatwienia dla prywatnej inicjatywy w gospodarce oraz niezależne od władz działania w sferze kultury i nauki. Grupa nie widziała sensu prowadzenia polityki prowadzonej wyłącznie dla celów dalekosiężnych, takich jak niepodległość i demokracja. Jesienią 1984 zaangażował się w założony przez Stanisława Stommę Klub Myśli Politycznej „Dziekania”; należał obok jego twórcy do głównych ideologów tego środowiska, kontynuując poszukiwanie realistycznych prób tworzenia większej autonomii obywatelskiej. Jego oponenci w środowiskach opozycyjnych (Adam Michnik, publicyści pisma „Krytyka”) nazwali jego styl myślenia „nowym realizmem”, krytykując koncepcję ugody – jak uważali – za wszelką cenę. Środowiska prawicowe z kręgu Wiesława Chrzanowskiego i Marka Jurka obawiały się fasadowych układów z władzą i rozmycia ideowego ruchu proweniencji konserwatywno-narodowej o odcieniu katolickim. Czesław Bielecki uważał natomiast, że stanowisko „realistyczne” jest zbyt minimalistyczne, a nadto cechuje się nadmiernie gabinetowym, salonowym stylem. Poczynając od 1986, Marcin Król był członkiem nieformalnego konwentu seniorów „Dziekanii”, wyznaczającego program działania klubu. W 1987 zaczął rozluźniać swoją współpracę, albowiem preferował wcześniejszą formułę klubu dyskusyjnego, zamiast sformalizowanego stowarzyszenia. W tym okresie zaczęło być mu bliżej do środowiska sformowanego wokół Lecha Wałęsy, Tadeusza Mazowieckiego i Bronisława Geremka. Po legalizacji KMP „Dziekania” jako stowarzyszenia w sierpniu 1988 wszedł jeszcze w skład pozastatutowego Konwentu Opiniodawczego.
Po wielomiesięcznych staraniach w czerwcu 1987 rozpoczął wydawanie, tym razem w obiegu oficjalnym, reaktywowanego pisma „Res Publica” (w nakładzie 25 tys. egzemplarzy) i został jego redaktorem naczelnym. Jakkolwiek oznaczało to faktyczne poszerzenie możliwości działania niezależnego od władz, spotkało się z negatywnym odbiorem części opinii publicznej. W listopadzie 1987 uczestniczył w spotkaniu 60 intelektualistów zaproszonych przez Lecha Wałęsę w celu poszukiwania możliwości formowania bardziej demokratycznego ustroju PRL. W czasie tego spotkania opowiedział się przeciwko jednolitemu kierownictwu całej opozycji (pogląd ten okazał się jednak mniejszościowy). Na łamach podziemnego pisma „Wola” we wrześniu 1988 postulował stworzenie Komitetu Ocalenia Ekonomicznego składającego się z fachowców wybranych wspólnie przez władzę i opozycję. W „Tygodniku Powszechnym” zamieścił jesienią 1988 i w styczniu 1989 cykl artykułów poświęconych minimalnym warunkom ugody z władzami PRL, które dotyczyły legalizacji NSZZ „Solidarność”, odpolitycznienia gospodarki, zapewnienia legalnego działania opozycji oraz postulatu prowadzenia jawnej polityki międzynarodowej. W grudniu 1988 został członkiem Komitetu Obywatelskiego przy przewodniczącym NSZZ „Solidarność” Lechu Wałęsie. W 1989 uczestniczył w obradach Okrągłego Stołu, pracował w zespole do spraw reform politycznych i w podzespole do spraw środków masowego przekazu. Bezpośrednio po wyborach parlamentarnych w czerwcu 1989 opowiadał się na forum KO za budowaniem pluralistycznego życia politycznego i stworzeniem szerokiej partii obywatelskiej. 22 czerwca wszedł w skład komisji ds. reorganizacji Komitetu Obywatelskiego, w ramach której przygotował projekt przekształcenia go w Radę Ruchu Obywatelskiego. Celem nowego organu miało być wzmocnienie ruchu regionalnych komitetów obywatelskich, tak aby mogły w większym stopniu animować inicjatywy lokalne, przygotować się do wyborów samorządowych i stać się zapleczem dla Obywatelskiego Klubu Parlamentarnego. Projekt ten nie znalazł ostatecznie poparcia na forum Komitetu Obywatelskiego z uwagi na niejasny status lokalnych komitetów. W grudniu 1989 Marcin Król został członkiem rady Fundacji Obywatelskiej, której celem miało być wsparcie ruchu komitetowego.

### III Rzeczpospolita

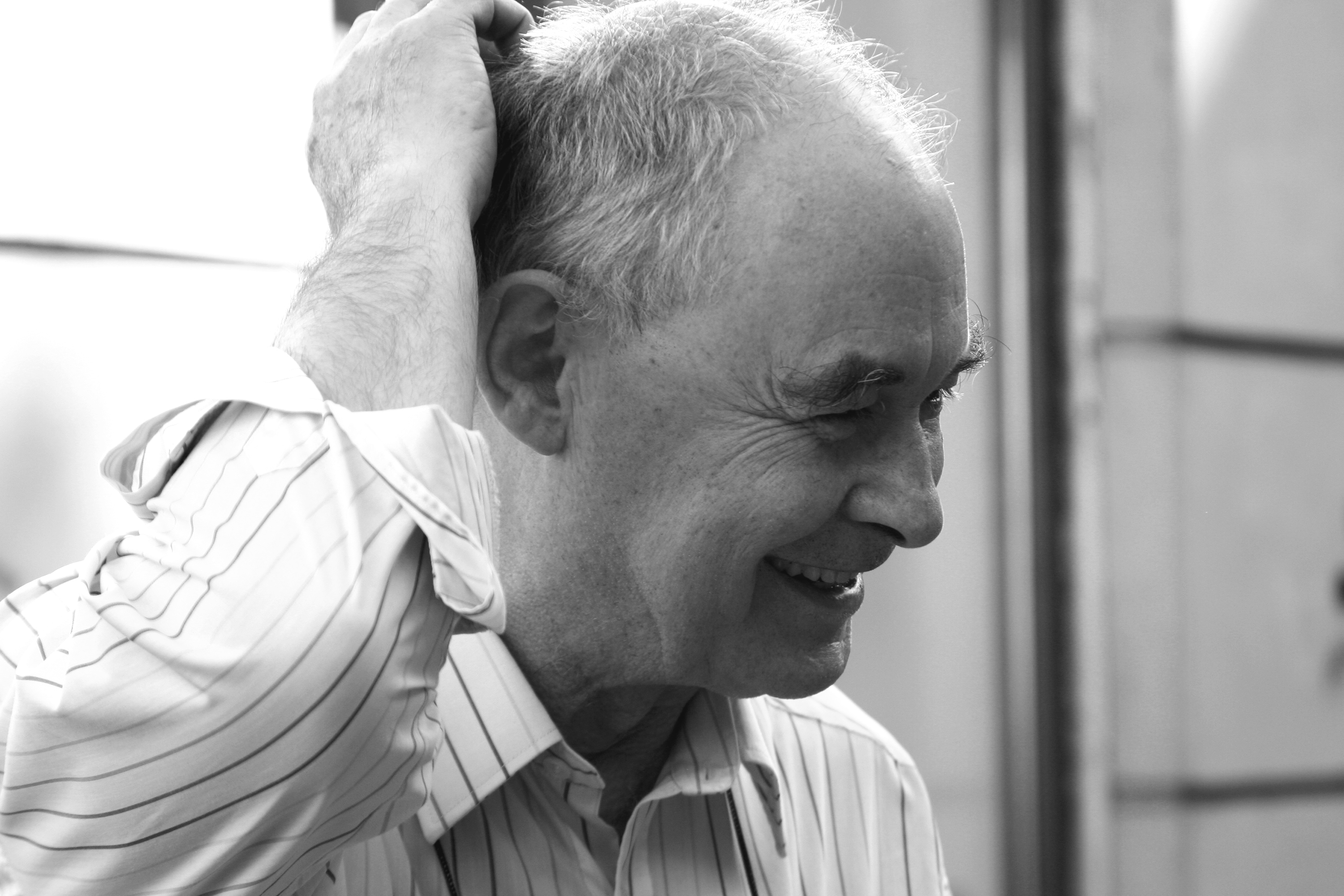
Marcin Król w siedzibie pisma „Res Publica Nowa” (2008)

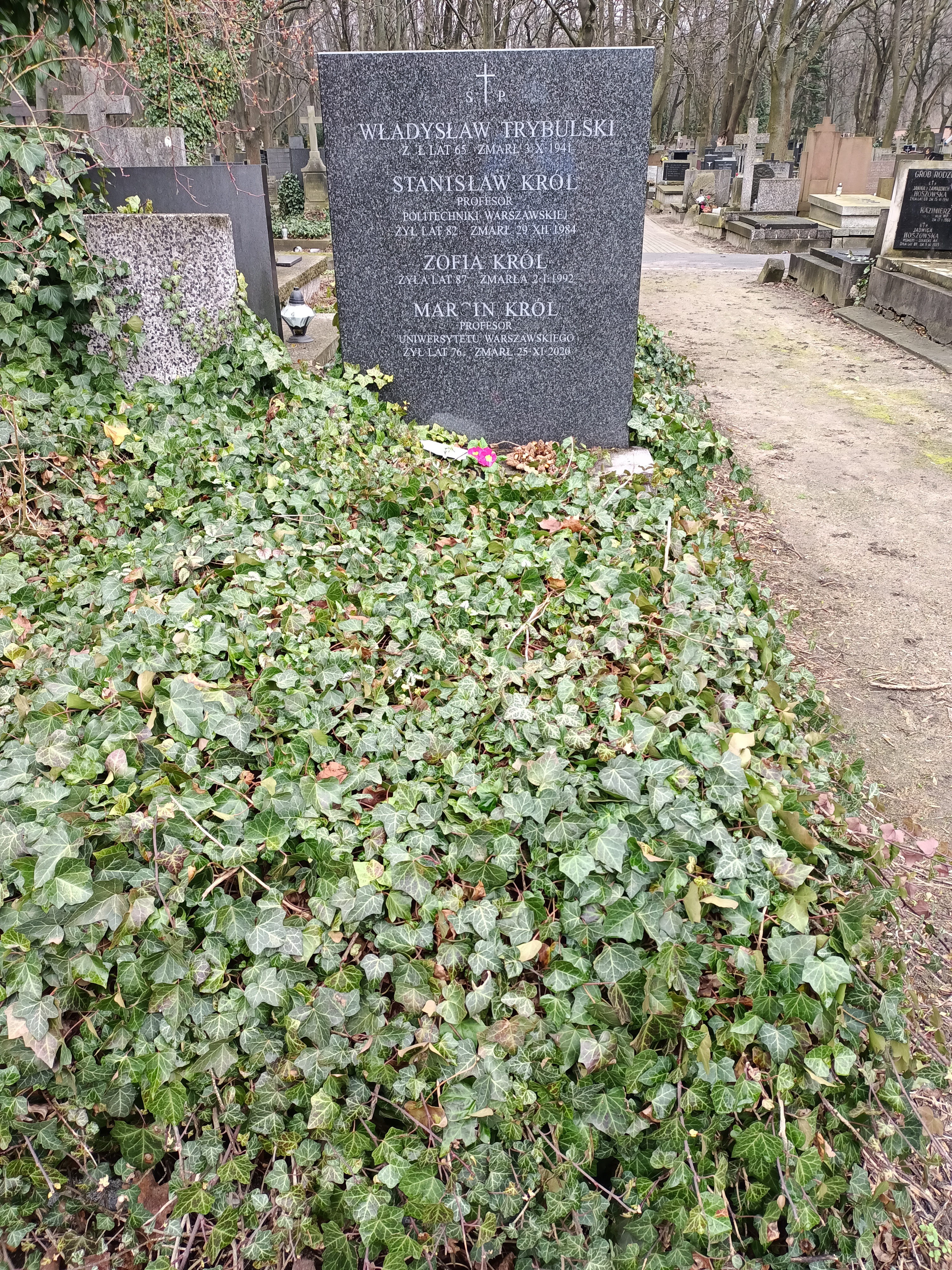
Grób Marcina Króla na cmentarzu Powązkowskim

W 1990 został członkiem prezydenckiego sztabu wyborczego Tadeusza Mazowieckiego. W kolejnych latach pomimo wielu propozycji znalazł się poza czynną polityką, poświęcając się pracy naukowej i publicystycznej.
Do 1992 pozostawał redaktorem naczelnym pisma „Res Publica”, następnie do 2007 był redaktorem naczelnym pisma „Res Publica Nowa”. W 1992 został pracownikiem Uniwersytetu Warszawskiego, w latach 1996–2002 oraz 2005–2012 był dziekanem, a w latach 2002–2005 prodziekanem Wydziału Stosowanych Nauk Społecznych UW, kierował założoną przez siebie w 2003 Katedrą Studiów nad Tradycją i Zmianą Społeczną w XIX i XX wieku (od 2007 pod nazwą Katedra Historii Idei i Antropologii Kulturowej). W 1999 otrzymał tytuł profesora nauk humanistycznych.
Był członkiem Collegium Invisibile, w latach 2009–2020 przewodniczącym rady Fundacji im. Stefana Batorego.
W okresie III RP wydał kilkanaście książek, poświęconych m.in. zaletom i wadom myśli liberalnej, miejscu romantyzmu w polityce polskiej, pojęciu patriotyzmu, kryzysowi intelektualnemu i duchowemu zagrażającemu Europie. Popularyzował także historię myśli politycznej, akcentując jej aktualność w konfrontacji z problemami współczesności. Podejmował refleksję nad wolnością, w tym nad jej relacjami ze sprawiedliwością i równością, oraz nad zagadnieniem demokracji.
Od 2000 publikował w „Tygodniku Powszechnym” stały felieton. W 2008 zrezygnował z dalszej współpracy z tym tygodnikiem, był krytyczny wobec sposobu redagowania pisma. Współpracował z gazetą „Dziennik Polska-Europa-Świat” i jej dodatkiem „Europa”. Później był stałym komentatorem „Dziennika Gazety Prawnej”.
W udzielonym w 2014 „Gazecie Wyborczej” wywiadzie pt. Byliśmy głupi, a następnie w wydanej w 2015 książce pod tym samym tytułem, krytycznie spojrzał na sposób transformacji Polski po upadku komunizmu oraz na udział swojej formacji w tych przemianach.
Od lat 90. mieszkał w Drelowie w powiecie bialskim. Został pochowany na cmentarzu Powązkowskim w Warszawie (kwatera 315a, rząd 4, miejsce 24).

## Odznaczenia i wyróżnienia
- Krzyż Oficerski Orderu Odrodzenia Polski (2011, nadany przez prezydenta Bronisława Komorowskiego, za wybitne zasługi dla przemian demokratycznych w Polsce, za znaczące osiągnięcia w działalności publicznej i społecznej)[62]
- Order Gwiazdy Białej IV klasy (2002, Estonia)[63]
- Nagroda Fundacji im. Kościelskich (1975)[64]

## Publikacje

### Prace własne
- Sylwetki polityczne XIX wieku, Znak, Kraków 1974 (z Wojciechem Karpińskim).
- Style politycznego myślenia: wokół «Buntu młodych» i «Polityki», Libella, Paryż 1979.
- Józef Piłsudski. Ewolucja myśli politycznej, Niezależny Instytut Wydawniczy, Warszawa 1981.
- Ład utajony, Znak, Kraków 1983[65].
- Słownik demokracji, Wszechnica Społeczno-Polityczna, Kraków 1983.
- Konserwatyści a niepodległość. Studia nad polską myślą konserwatywną XIX wieku, Pax, Warszawa 1985[66].
- Podróż romantyczna, Libella, Paryż 1986[67].
- Liberalizm strachu czy liberalizm odwagi (seria Demokracja. Filozofia i praktyka), Fundacja im. Stefana Batorego, Warszawa 1996[68].
- Od Mochnackiego do Piłsudskiego: sylwetki polityczne XIX wieku (z Wojciechem Karpińskim), Świat Książki, Warszawa 1997[69] (poszerzone o fragmenty usunięte przez cenzurę wydanie książki Sylwetki polityczne XIX wieku).
- Romantyzm – piekło i niebo Polaków, Fundacja „Res Publica”, Warszawa 1998[70].
- Historia myśli politycznej. Od Machiavellego po czasy współczesne, Arche, Gdańsk 1998.
- Patriotyzm przyszłości, Rosner & Wspólnicy, Warszawa 2004[71].
- Bezradność liberałów. Myśl liberalna wobec konfliktu i wojny, Prószyński i S-ka, Warszawa 2005[72].
- Nieco z boku. Autobiografia niepolityczna, Prószyński i S-ka, Warszawa 2008[73].
- Czego nas uczy Leszek Kołakowski, Czerwone i Czarne, Warszawa 2010[74].
- Europa w obliczu końca, Czerwone i Czarne, Warszawa 2012[75].
- Klęska rozumu: kulisy najważniejszych wydarzeń w historii najnowszej, Czerwone i Czarne, Warszawa 2013[76].
- Słownik demokracji samorządowej, Kurhaus Publishing, Warszawa 2014[77].
- Wielcy władcy: Richelieu, Bismarck, de Gaulle, Churchill, Czerwone i Czarne, Warszawa 2014[78].
- Byliśmy głupi, Czerwone i Czarne, Warszawa 2015[79].
- Pora na demokrację, Znak, Kraków 2015[80].
- Lepiej już było. O luksusie wolności, niepamięci i trzech wartościach europejskich, Czerwone i Czarne, Warszawa 2016[81].
- Jaka demokracja?, Agora, Warszawa 2017[82].
- Do nielicznego grona szczęśliwych, Iskry, Warszawa 2018[83].
- Krótka historia myśli politycznej, Wydawnictwo Krytyki Politycznej, Warszawa 2019[84].
- Pakuję walizkę, Iskry, Warszawa 2021[85].

### Opracowania
- Stańczycy. Antologia myśli społecznej i politycznej konserwatystów krakowskich, Pax, Warszawa 1982 – wybór tekstów, przedmowa i przypisy.
- Historia i polityka. Wybór publicystyki Adolfa Bocheńskiego, PIW, Warszawa 1989 – wybór, opracowanie i przedmowa.
- Zygmunt Krasiński Wybór listów politycznych, Wyd. Uniwersytetu Warszawskiego, Warszawa 2013 – wprowadzenie i redakcja naukowa.
- Konserwatyści polscy 1918–1939. Wybór pism, Wyd. Uniwersytetu Warszawskiego, Warszawa 2015 – wprowadzenie i redakcja naukowa.
- Genealogia współczesności. Historia idei w Polsce 1815–1939, Wydawnictwa Uniwersytetu Warszawskiego, Warszawa 2015 – redakcja naukowa (z Bartłomiejem Błesznowskim i Adamem Puchejdą).

### Tłumaczenia
- Społeczne ramy pamięci Maurice’a Halbwachsa, PWN, Warszawa 1969.
- Socjologia i antropologia Marcela Maussa, PWN, Warszawa 1973 (z Jerzym Szackim i Krzysztofem Pomianem).
- U źródeł nowoczesnego religioznawstwa Franka E. Manuela, Książka i Wiedza, Warszawa 1973 (z Janiną Wiercińską).
- Bitwa milczenia Vercorsa, Czytelnik, Warszawa 1974.
- O demokracji w Ameryce Alexisa de Tocqueville’a, PIW, Warszawa 1976.
- Morze Śródziemne i świat śródziemnomorski w epoce Filipa II. T. 2 Fernanda Braudela, Wydawnictwo Morskie, Gdańsk 1977 (z Marią Kwiecińską).
- Polska rewolucja. Solidarność Timothy’ego Gartona Asha, Polonia, Londyn 1987 (z Małgorzatą Dziewulską).
- Telewizja – zagrożenie dla demokracji, Sic!, Warszawa 1996 (z esejami Złodziejka czasu, niewierna służebnica Johna Condry’ego i Prawo do telewizji Karla Poppera).
- Zwyczajne przywary Judith N. Shklar, Znak, Kraków 1997.
- Wiek skrajności. Spojrzenie na krótkie dwudzieste stulecie Erica Hobsbawma, Politeja i Świat Książki, Warszawa 1999 (z Julią Kalinowską-Król).
- O demokracji Roberta Dahla, Znak, Kraków 2002.

## Powieści
- Prowincja, W.A.B., Warszawa 2017 (powieść kryminalna).